# Coordonnées hyperboliques
 (10 février 2025).

Les coordonnées hyperboliques sur le plan euclidien : tous les points sur le même rayon bleu partagent la même valeur de coordonnée u, et tous les points sur la même hyperbole rouge partagent la même valeur de coordonnée v.

En mathématiques, les coordonnées hyperboliques sont un système de coordonnées utilisé pour localiser les points dans le premier quadrant du plan cartésien
{\displaystyle \{(x,y)\ :\ x>0,\ y>0\ \}=Q}.
Les coordonnées hyperboliques prennent des valeurs dans le plan hyperbolique défini comme :
{\displaystyle HP=\{(u,v):u\in \mathbb {R} ,v>0\}}.
Ces coordonnées dans HP sont utiles pour étudier les comparaisons logarithmiques de proportionnalité directe dans Q et mesurer les écarts par rapport à la proportionnalité directe.
Pour {\displaystyle (x,y)} un point de {\displaystyle Q}, on pose
{\displaystyle u=\ln {\sqrt {\frac {x}{y}}},v={\sqrt {xy}}}.
Le paramètre u est l'angle hyperbolique formé par (x, y) et v est la moyenne géométrique de x et y.
La transformation inverse est
{\displaystyle x=v\mathrm {e} ^{u},\quad y=v\mathrm {e} ^{-u}}.
La fonction {\displaystyle Q\rightarrow HP} est une application continue, mais pas une fonction analytique.

## Métrique à quadrant alternatif
Étant donné que HP porte la structure d'espace métrique du modèle de demi-plan de Poincaré de la géométrie hyperbolique, la correspondance bijective {\displaystyle Q\leftrightarrow HP} amène cette structure naturellement à Q. Elle peut être appréhendée à l'aide de la notion de déplacements hyperboliques. Les géodésiques dans HP étant des demi-cercles dont les centres sont situés sur la frontière, les géodésiques dans Q sont obtenues à partir de la correspondance et se révèlent être des demi-droites provenant de l'origine ou des courbes en forme de pétales quittant et rentrant dans l'origine. Et le mouvement hyperbolique de HP donné par un décalage gauche-droite correspond à une rotation hyperbolique appliquée à Q.
Les branches d'hyperboles de Q correspondant à des lignes parallèles à la frontière de HP, ce sont des horocycles dans la géométrie métrique de Q.
Si l'on considère seulement la topologie euclidienne du plan et la topologie héritée de Q, alors les droites délimitant Q semblent proches de Q . Une étude sur l'espace métrique HP montre que l'ouvert Q n'a comme frontière que l'origine lorsqu'on le regarde à travers la correspondance. En effet, considérons les rayons issus de l'origine en Q, et leurs images, les rayons verticaux issus du bord R de HP. Tout point de HP est à une distance infinie du point p au pied de la perpendiculaire à R, mais une suite de points de cette perpendiculaire peut tendre dans la direction de p. La suite correspondante de Q tend le long d'un rayon vers l'origine. L'ancienne frontière euclidienne de Q n'est plus pertinente.

## Applications

### En sciences physiques
Les variables physiques fondamentales sont parfois reliées par des équations de la forme k = xy. Par exemple, V = IR (loi d'Ohm), P = VI (puissance électrique), PV = kT (loi des gaz parfaits) et fλ = v (relation entre la longueur d'onde, la fréquence et la vitesse dans le milieu ondulatoire). Lorsque k est constant, les autres variables se trouvent sur une hyperbole, qui est un horocycle dans le quadrant Q approprié.
Par exemple, en thermodynamique, le processus isotherme suit explicitement le chemin hyperbolique et le travail peut être interprété comme un changement d’angle hyperbolique. De même, une masse donnée M de gaz avec un volume changeant aura une densité variable δ = M / V, et la loi des gaz parfaits peut s'écrire P = k T δ de sorte qu'un processus isobare trace une hyperbole dans le quadrant de la température absolue et de la densité du gaz.
Pour les coordonnées hyperboliques dans la théorie de la relativité, voir la section Historique.

### En statistique
- L’étude comparative de la densité de population dans le quadrant commence par la sélection d’une nation, d’une région ou d’une zone urbaine de référence dont la population et la superficie sont prises comme point (1,1).
- L'analyse de la représentation élue des régions dans une démocratie représentative commence par la sélection d'une norme de comparaison : un groupe représenté particulier, dont l'ampleur et l'ampleur de la liste (des représentants) se situent à (1,1) dans le quadrant.

### En économie
Il existe de nombreuses applications naturelles des coordonnées hyperboliques en économie :
- Analyse des fluctuations du taux de change :pb Les ensembles de monnaies unitaires {\displaystyle x=1}. La devise du prix correspond à {\displaystyle y}. Pour {\displaystyle 0<y<1} on trouve {\displaystyle u>0}, un angle hyperbolique positif. Pour une fluctuation on prend un nouveau prix {\displaystyle 0<z<y.} Alors le changement de u est : {\displaystyle \Delta u=\ln {\sqrt {\frac {y}{z}}}.} La quantification des fluctuations du taux de change par l'intermédiaire d'un angle hyperbolique fournit une mesure objective, symétrique et cohérente. La quantité {\displaystyle \Delta u} est la longueur du décalage gauche-droite dans la vue du mouvement hyperbolique de la fluctuation monétaire.
- Analyse de l'inflation ou de la déflation des prix d'un panier de biens de consommation.
- Quantification de l'évolution des parts de marché en cas de duopole.
- Fractionnement des actions d’une entreprise ou rachat d’actions.

## Trigonométrie

Triangles rectangles avec des côtés proportionnelles à sinh et cosh

Les fonctions hyperboliques sinh, cosh et tanh peuvent être illustrées avec des coordonnées hyperboliques. Soient 
{\displaystyle A=(\mathrm {e} ^{t},\mathrm {e} ^{-t}),\ B=(\mathrm {e} ^{-t},\mathrm {e} ^{t}),\ C=(\mathrm {e} ^{t}+\mathrm {e} ^{-t}).}
Ensuite, BCAO forme un losange dont les diagonales se croisent en {\displaystyle M=({\tfrac {\mathrm {e} ^{t}+\mathrm {e} ^{-t}}{2}},\ {\tfrac {\mathrm {e} ^{t}+\mathrm {e} ^{-t}}{2}})}. Le cosinus hyperbolique est défini comme {\displaystyle \cosh t={\tfrac {\mathrm {e} ^{t}+\mathrm {e} ^{-t}}{2}},} donc M = ( cosh t, cosh t ).
La demi-diagonale MA est équipollente à {\displaystyle ({\tfrac {-\mathrm {e} ^{-t}+\mathrm {e} ^{t}}{2}},\ {\tfrac {\mathrm {e} ^{t}-\mathrm {e} ^{-t}}{2}})=(-\sinh t,\ \sinh t)}. De plus, il est évident que les diagonales divisent le losange en quatre triangles rectangles congruents.
L'angle MOA est le paramètre d'angle hyperbolique t de cosh et sinh, et {\displaystyle \tanh t={\tfrac {\sinh t}{\cosh t}}} et a une valeur dans (–1, 1).

## Historique
La moyenne géométrique est un concept ancien, mais l'angle hyperbolique a été développé dans cette configuration par Grégoire de Saint-Vincent. Il essayait d'effectuer une quadrature par rapport à l'hyperbole rectangulaire y = 1/ x . Ce défi était un problème permanent depuis qu'Archimède a réalisé la quadrature de la parabole. La courbe passe par (1,1) où elle est opposée de l'origine pour le carré unité. Les autres points de la courbe peuvent être considérés comme des rectangles ayant la même aire que ce carré. Un tel rectangle peut être obtenu en appliquant une rotation hyperbolique au carré. Une autre façon de visualiser ces transformations est via des secteurs hyperboliques. À partir de (1,1) le secteur hyperbolique d'aire unité se termine en (e, 1/e), où e est 2,71828…, selon le développement de Leonhard Euler dans Introduction à l'analyse de l'infini (1748).
En prenant (e, 1/e) comme sommet du rectangle d'aire unitaire, et en appliquant à nouveau la rotation qui l'a fait sortir du carré unitaire, on obtient {\displaystyle (\mathrm {e} ^{2},\ \mathrm {e} ^{-2}).} En appliquant n fois la rotation, on arrive à {\displaystyle (\mathrm {e} ^{n},\ \mathrm {e} ^{-n}).} Alphonse Antoine de Sarasa a noté une observation similaire de G. de Saint Vincent, selon laquelle, à mesure que les abscisses augmentaient dans une progression géométrique, la somme des aires par rapport à l'hyperbole augmentait selon une progression arithmétique, et cette propriété correspondait au logarithme déjà utilisé pour réduire les multiplications aux additions. Les travaux d’Euler ont fait du logarithme naturel un outil mathématique standard et ont élevé les mathématiques au rang des fonctions transcendantes. Les coordonnées hyperboliques sont formées sur l'image originale de G. de Saint-Vincent, qui a fourni la quadrature de l'hyperbole, et a transcendé les limites des fonctions algébriques.
En 1875, Johann von Thünen a publié une théorie des salaires naturels  qui utilisait la moyenne géométrique d'un salaire de subsistance et la valeur marchande du travail en utilisant le capital de l'employeur.
En relativité restreinte, l'accent est mis sur l'hypersurface tridimensionnelle dans le futur de l'espace-temps où diverses vitesses arrivent après un temps propre donné. Scott Walter  explique qu'en novembre 1907, Hermann Minkowski a fait allusion à une géométrie hyperbolique tridimensionnelle bien connue lors d'un discours à la Société mathématique de Göttingen, mais pas à une géométrie à quatre dimensions. En hommage à Wolfgang Rindler, auteur d'un manuel universitaire d'introduction à la relativité, les coordonnées hyperboliques de l'espace-temps sont appelées coordonnées de Rindler.